# 吴益强
吴益强（？—），男，汉族，中华人民共和国政治人物。现任中国建设银行天津市分行行长。第十四届全国政协委员。